# Europamonument

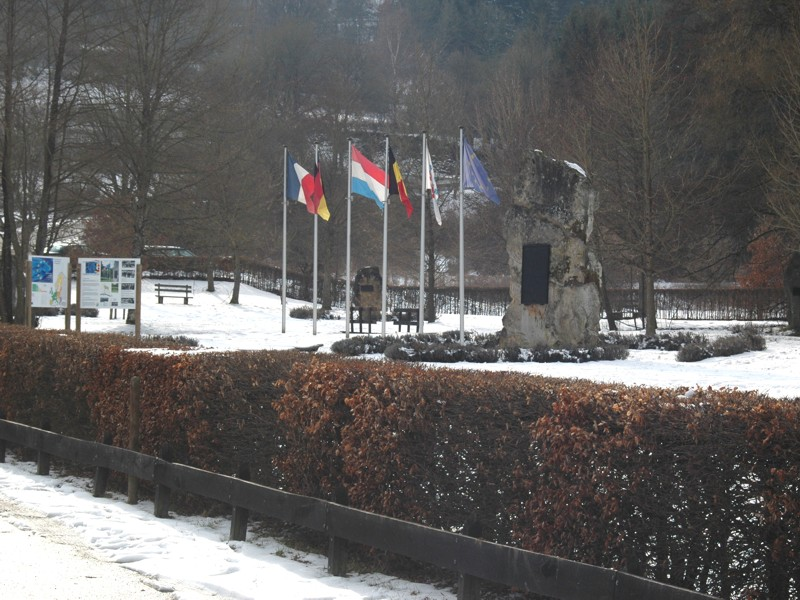

Het Europamonument is een monument in de Belgische gemeente Burg-Reuland bij het dorp Ouren, in samenwerking met de Luxemburgse gemeente Clervaux. Het monument staat op de Belgisch-Luxemburgse grens en ongeveer 100 meter ten westen van het Drielandenpunt België - Duitsland - Luxemburg dat zich midden in de grensrivier Our bevindt naast de Georges-Wagner-Brücke. Ongeveer een kilometer noordelijker ligt het Belgische dorp Ouren, op ongeveer twee kilometer naar het zuidwesten ligt het Luxemburgse dorp Lieler. 
Het monument bestaat uit vijf rechtop geplaatste megalithische stenen die vijf landen in de toenmalige Europese Gemeenschap symboliseerden. Op de stenen zijn gedenkplaten aangebracht van belangrijke Europeanen:
- De zwerfzandsteen afkomstig uit Lüneburger Heide draagt de plaquette met Konrad Adenauer voor Duitsland.
- De blauwe leisteen afkomstig uit Vielsalm draagt de plaquette met Paul-Henri Spaak voor België.
- De zandsteen afkomstig uit het Müllerthal draagt de plaquette met Joseph Bech voor Luxemburg.
- De leisteen afkomstig uit de Vogezen draagt de plaquette met Christian Pineau voor Frankrijk.

## Geschiedenis
In 1967 nam de voorzitter van de Vereniging Eifel en Ardennen, parlementslid en voorzitter van de Kamer in Luxemburg Georg Wagner, het initiatief tot de oprichting van een monument bij het drielandenpunt.
In 1972 werd het terrein aangekocht en op 22 oktober 1977 is het monument onthuld.

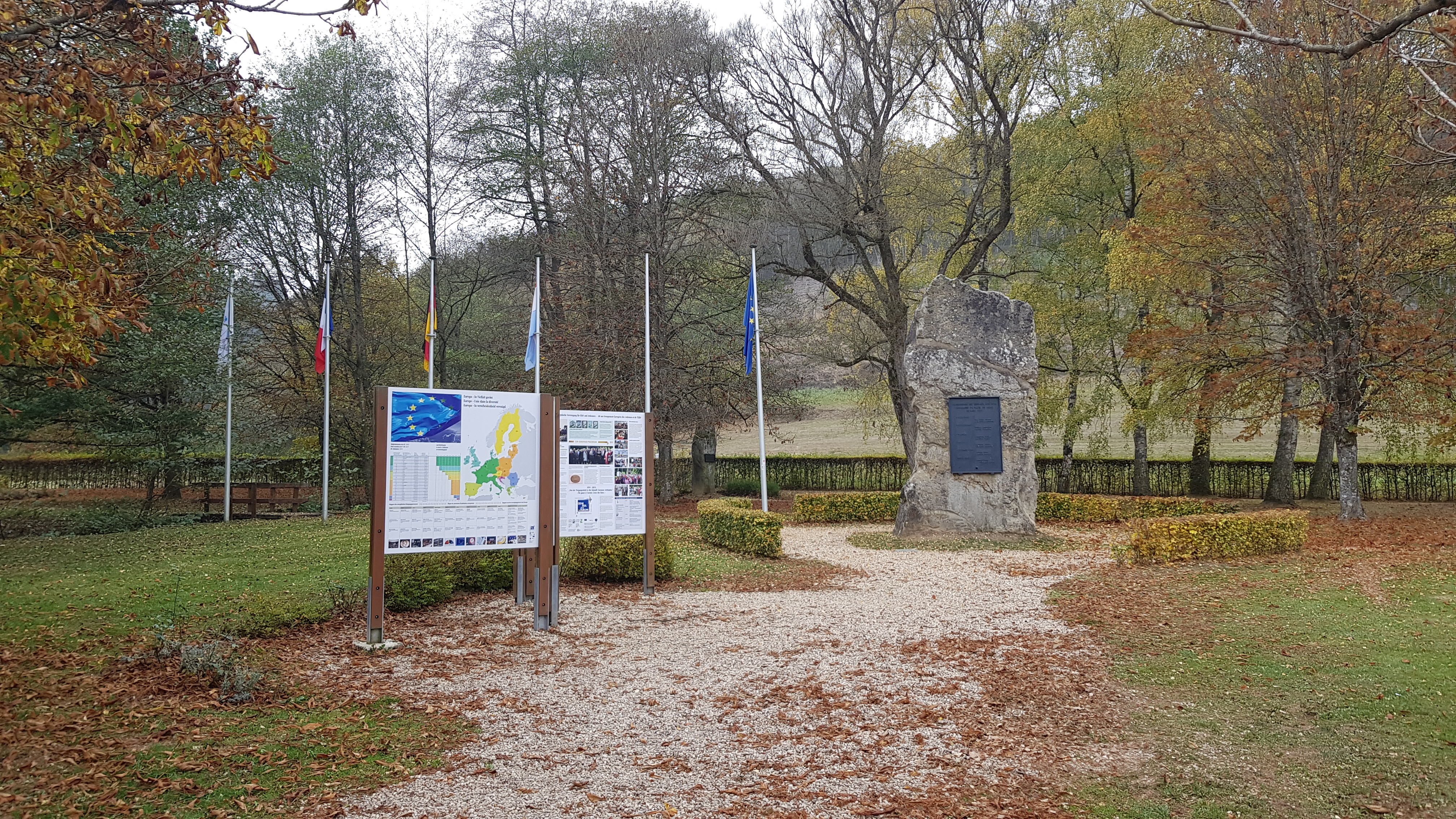
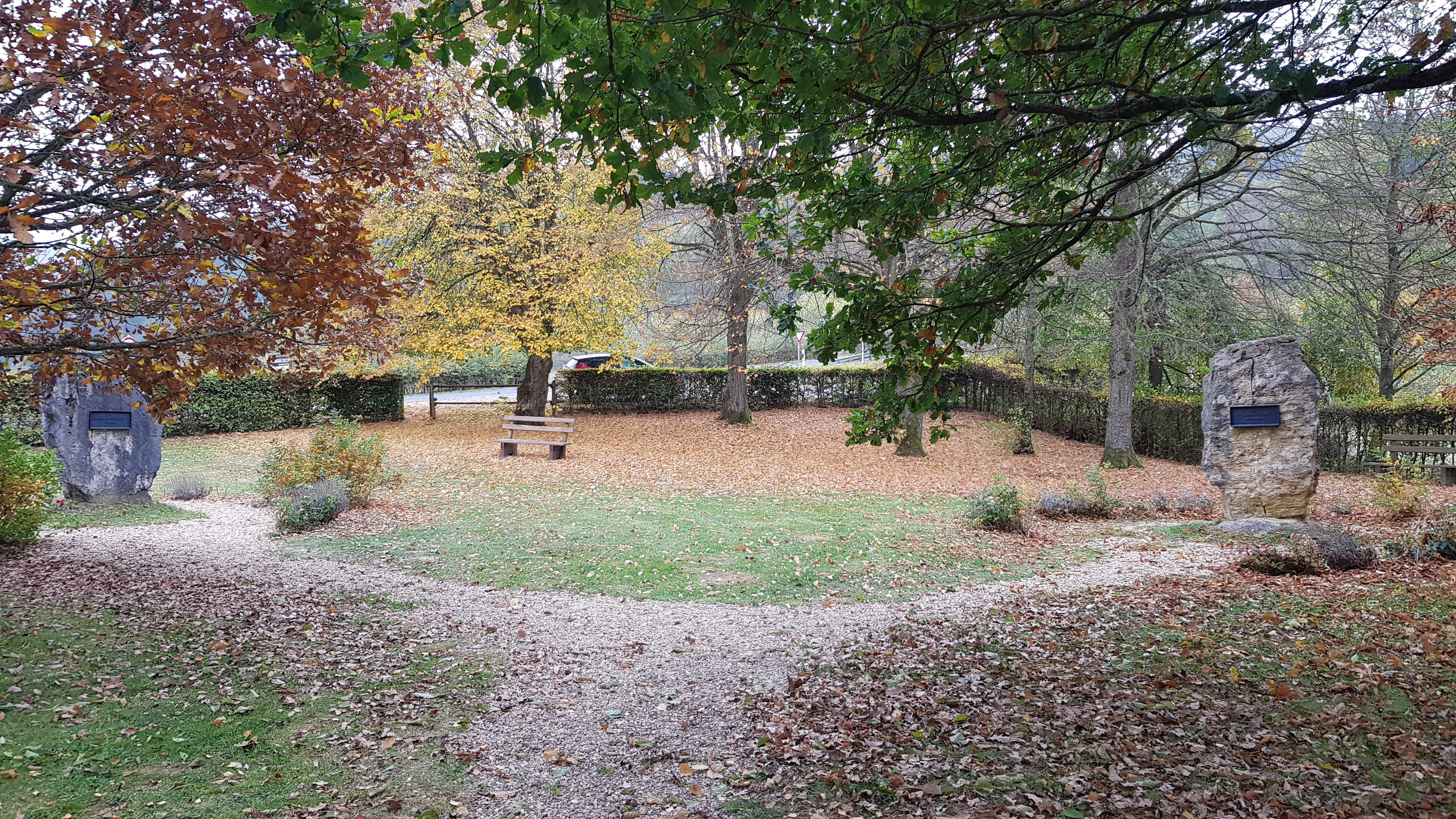
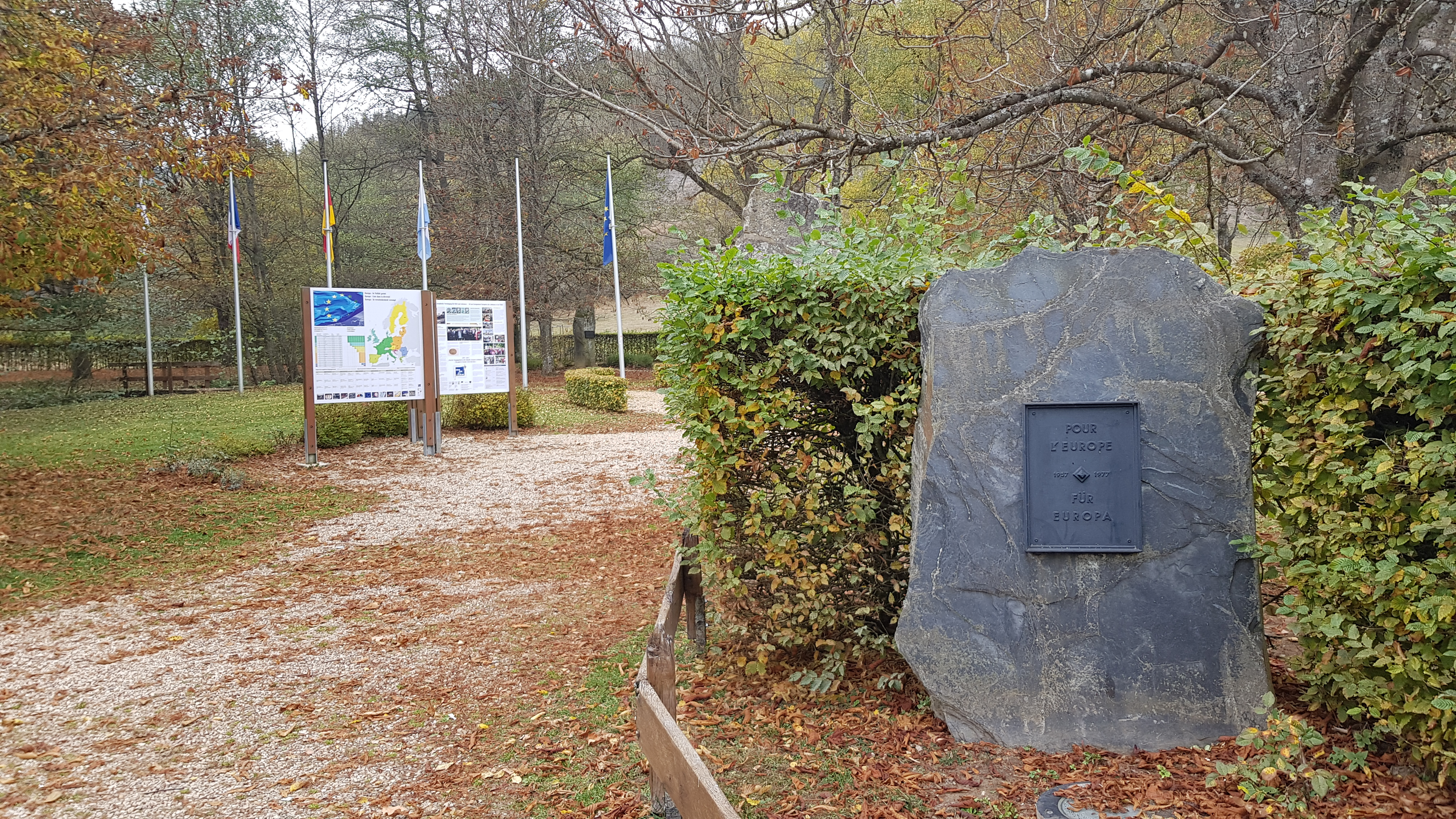
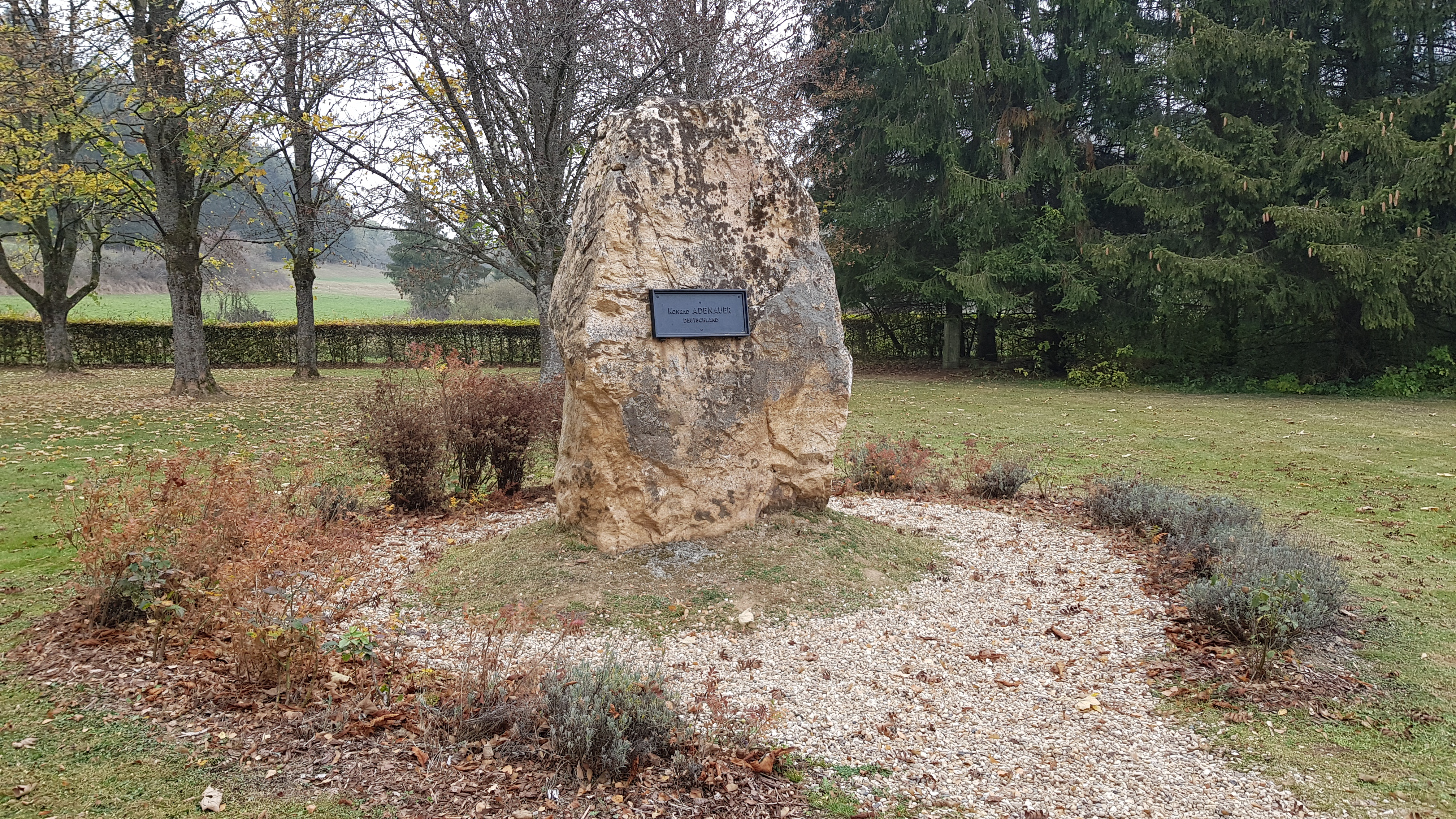